# Strossenbau

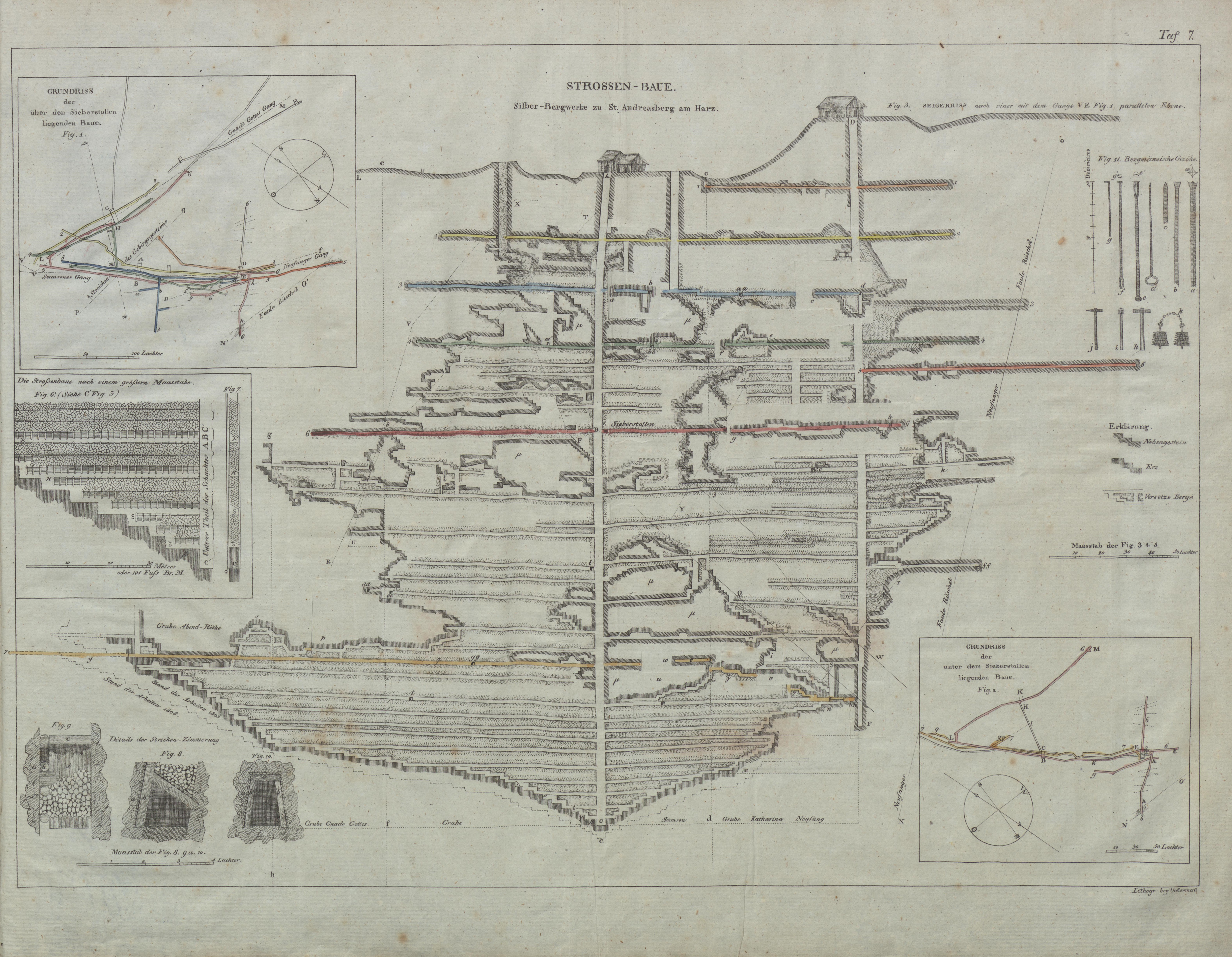
Strossenbau im Oberharzer Revier (um 1800)

Der Strossenbau ist ein Abbauverfahren, bei dem die Mineralien einer Lagerstätte in horizontalen Scheiben von oben nach unten gewonnen werden. Der Name dieses Verfahrens beruht darauf, dass hierbei immer die Sohle, auch Strosse genannt, bearbeitet wird. Der Strossenbau ist die älteste Abbaumethode für den Gangerzbergbau. Er war das typische Abbauverfahren vor dem 18. Jahrhundert und ist von seiner Ausführung her die Umkehrung des Firstenbaus. Er ist geeignet für Erzgänge mit festem Nebengestein. Aber auch bei plattenförmigen Lagerstätten ist dieses Verfahren geeignet. Der Strossenbau wurde auch oft als Abbaumethode bei steilstehenden Erzgängen angewendet, um vom Tagebau zum Tiefbau überzugehen. Für den Abbau kleinerer Erzlagerstätten, wie z. B. Erznester oder Nieren, ist dieses Abbauverfahren weniger geeignet. Heute spielt der Strossenbau als Abbauverfahren im Erzbergbau nur noch eine untergeordnete Rolle.

## Grundlagen
Der Abbau ist beim Strossenbau treppenartig und findet zwischen einem unteren und oberen Teil der Lagerstätte statt. Dabei werden die jeweiligen Stufen als Strosse bezeichnet. Jede Strosse hat eine Höhe von etwa einem Lachter. Die vertikale Begrenzung der Strosse bezeichnet der Bergmann als Stirn oder Brust. Die schrägen Flächen bezeichnet der Bergmann als Stoß. Die waagerechten Flächen bezeichnet man als Bermen, die eine Breite von zwei bis drei Lachtern haben. Die Begrenzung der Strosse in der horizontalen Ebene bezeichnet der Bergmann als Sohle. Abgebaut wird beim Strossenbau von oben nach unten. Die jeweils untere Strosse eilt der nächsten darüber liegenden Strosse um mehrere Meter voraus. Beim Strossenbau hat der Bergmann das Mineral unter sich in der Sohle. Wenn die Lagerstätte bis nach über Tage ausstreicht, kann mit dem Strossenbau bereits über Tage begonnen werden und allmählich zum Untertagebau übergegangen werden. Vorteilhaft ist daher beim Strossenbau, dass man sofort mit dem Abbau beginnen kann, sobald ein bauwürdiges Mittel gefunden wird. Bei der Anwendung im Untertagebau gibt es einflügeligen und zweiflügeligen Strossenbau. Jeder Stoß nimmt bei diesem Verfahren die Strosse des vorherigen und nächsthöheren Stoßes in Verhieb. Es entsteht beim fortschreitenden Abbau eine Treppe, die im unteren Teil der Lagerstätte immer neue zusätzliche Stufen bekommt. Beim Tagebau sind diese Strossen, je nach Lagerstätte, oftmals mehrere Meter hoch. Im frühen Bergbau wurden die Strossen durch das Feuersetzen rechtwinklig geformt, heute werden die Strossenkanten mit stumpfen Winkeln versehen. Die Sohle wird in Lagerstätten mit Wasserzufluss leicht geneigt, damit das Wasser besser abfließen kann.

## Anwendung im Untertagebau

### Das Verfahren

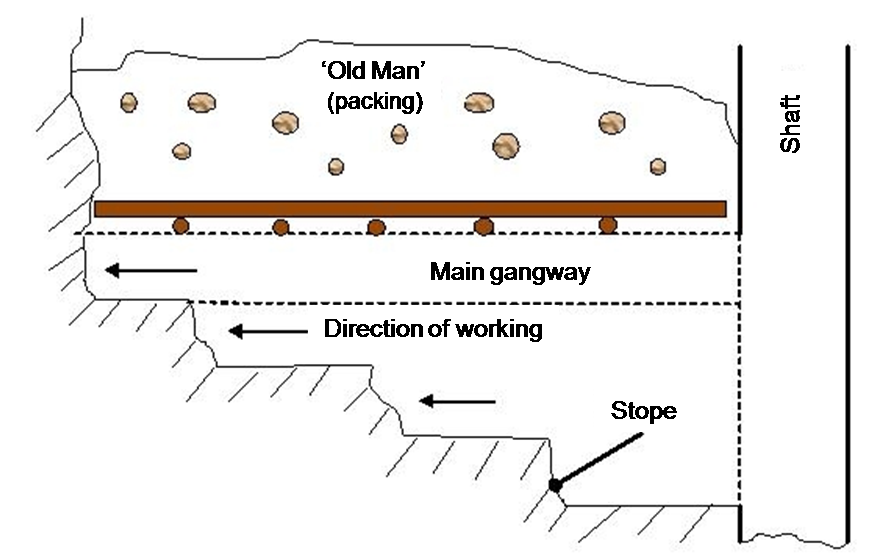
Streichender Strossenbau – Längsschnitt, stark vereinfacht

Um ein Abbaufeld im Strossenbau zu erschließen, werden zunächst ein oder mehrere Abhauen erstellt. In der Regel ist ein Abhauen ausreichend. Von diesem Abhauen aus lässt sich der Abbau ein- oder zweiflügelig ausführen. Der zweiflügelige Bau wird dann angewendet, wenn sich das Abhauen in der Mitte des Mineralkörpers befindet. Von den Abhauen ausgehend werden die einzelnen Strossen angesetzt. Der Anhieb beginnt mit dem Aushieb eines etwa würfelförmigen Körpers. Ist dieser Körper hereingewonnen, kann der Abbau der Strossen erfolgen. Die Strossen werden nun im Wechsel abgebaut. Zuerst werden die Strossen im Streichen, anschließend im Fallen abgebaut. Die Abbaurichtung ist beim Strossenbau fallend, die Verhiebrichtung ist streichend. Dabei ist die Gewinnung jeder einzelnen Strosse nach unten gerichtet.
Damit die beim Abbau entstandenen Hohlräume nicht zu groß werden, muss jeder neue Stoß mit einem festen Ausbau versehen werden. Hierfür sind die beim Abbau anfallenden Berge geeignet. Zum Versetzen der Berge werden aus Holz gefertigte Kästen erstellt. Die Förderrichtung ist bei diesem Verfahren aufwärts gerichtet, ebenso die Wasserhaltung. Für die Bewetterung ist ein System von Wettertüren erforderlich. Bei diesem Abbauverfahren ist der Verlust an Erz auf der anstehenden Strosse gering, deshalb ist dieses Verfahren auch für den Abbau kleinerer Erzlagerstätten geeignet. Zudem ist der Strossenbau dann anwendbar wenn sich die Gänge häufig zertrümmern oder wenn mehrere schmale Gänge oder Trümmer parallel nebeneinander verlaufen. Da die Sohle besenrein gefegt werden kann und dadurch Verluste größtenteils vermieden werden, kann dieses Verfahren auch beim Abbau von edlen Erzen eingesetzt werden.

### Versatz
Wird der Strossenbau in Lagerstätten mit weniger standfestem Gebirge eingesetzt, so muss der Abbauraum mit Versatz gesichert werden. Für den Bergeversatz sind speziell gefertigte Kästen erforderlich, in die die anfallenden Berge eingebracht werden. Diese als Strossenkasten bezeichneten Konstruktionen werden erstellt, indem man Stempelreihen aus Grubenholz mit Bohlen belegt und mit Versatzbergen füllt. Die Strossenkästen werden auch gleichzeitig genutzt, um möglichst wenig Abraum abzufördern und die Erzausbeute so hoch wie möglich zu halten. Die Berge werden schon unter Tage aussortiert und in die Bergekästen verbracht. Wenn ein Bergekasten gefüllt ist, wird er mit Holz verschlossen. Bei nicht genügendem Bergeanfall werden die Kästen aus Holz so gebaut, dass man mit geringeren Bergemengen auskommt. Teilweise werden die Bereiche auch nur mit Holz gesichert. Um ausreichend Platz für die Förderung zwischen den einzelnen Strossenkästen zu haben, werden die Kästen ausgespart. Um die Bewetterung der jeweiligen Grubenbaue sicherzustellen, werden die einzelnen Abschnitte mit Wettertüren oder Wetterdämmen versehen.

### Nachteile des Verfahrens
Ein wesentlicher Nachteil beim Strossenbau ist der starke Verbrauch an Grubenholz, welches für den Grubenausbau benötigt wird. Insbesondere der Bau der Bergekästen ist sehr materialintensiv. Dies bedingt hohe Lohn- und Materialkosten. Weitere Nachteile sind die Umkehrung der Förderrichtung und die komplizierte Wasserhaltung. Das Grubenwasser kann nicht einfach aus der Grube fließen, sondern wird in Rinnen bis zum Schacht geführt und dort mit Handpumpen oder Kübeln aus der Grube gefördert. Nachteilig bei der Förderung ist, dass für den Transport des Haufwerks nicht die Schwerkraft genutzt werden kann. Das Haufwerk kann zwar zunächst bis zum tiefsten Punkt herabrutschen. Von dort muss es aber im Aufhauen bis zur Sohle aufwärts gefördert werden. Auch dieser zusätzliche Aufwand für die Wasserhaltung und die Förderung ist sehr kostenaufwändig. Für den Einsatz in Steinkohlengruben ist diese Abbaumethode weniger geeignet, da die Steinkohle durch das Gewicht der darauf stehenden Bergleute regelrecht zerbröselt würde. Von Nachteil ist auch die oftmals schwierige Bewetterung der Abbaue.

### Seitenstrossenbau
Der Seitenstrossenbau ist eine Abart des Strossenbaus für mächtige Gänge, für die der Querbau nicht geeignet ist. Ab einer Höhe von zwei Lachtern wird der Gang in mehrere Streifen zerteilt, welche dann einzeln für sich abgebaut werden. Begonnen wird dabei mit dem untersten Streifen. Angewendet wurde der Seitenstrossenbau im Zinnerzbergwerk Sauberg bei Ehrenfriedersdorf. Dort gab es eine Erzlagerstätte mit sehr mächtigen Gängen, die durch Feuersetzen abgebaut worden war. Da der Abbau der Saalbänder sich ebenfalls lohnte, wurden die seitlichen Schalen mittels Seitenstrossenbau hereingewonnen.

### Strossenstoßbau
Bei diesem Abbauverfahren handelt es sich um eine abwärtsgeführte Form des Stoßbaus. Er wird bei flözartigen Lagerstätten angewendet, bei denen das Einfallen so groß ist, dass der Stoßbau nicht mehr angewendet werden kann. Gut geeignet ist das Verfahren auch bei wenig standfestem Nebengestein. Außerdem lassen sich mit diesem Verfahren stehengebliebene Schweben und Festen hereingewinnen. Bei der Anwendung des Strossenstoßbaus werden neue Gewinnungspunkte geschaffen, ohne dass dabei eine neue, tiefer liegende Sohle angelegt werden muss. Das Verfahren lässt sich an die Gegebenheiten der jeweiligen Lagerstätte anpassen. Die Abbaurichtung ist bei diesem Verfahren abwärts, die Verhiebrichtung streichend. Vorteilhaft ist das hohe Ausbringen bei diesem Verfahren, von Nachteil ist jedoch, dass bei der Anwendung dieses Abbauverfahrens hohe Kosten entstehen.

## Anwendung im Tagebau

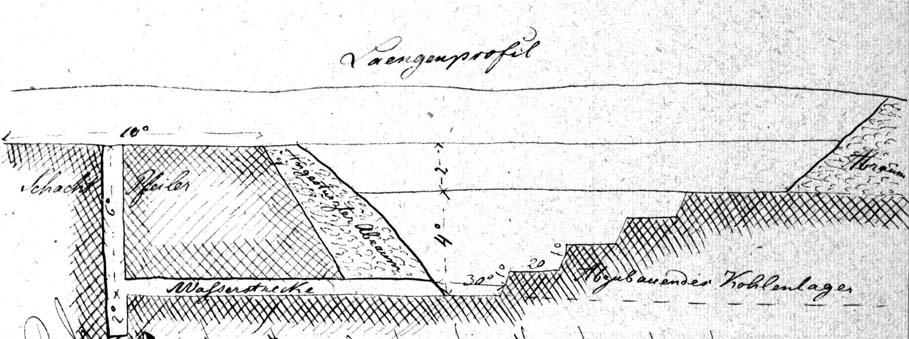
Strossenbau im Braunkohlentagebau

Der Strossenbau wird heute in der Regel im Tagebau angewendet. Besonders im Braunkohlenbergbau kommt er im Tagebau zur Anwendung. So wurde der Strossenbau im 19. Jahrhundert im Bensberger Erzrevier beim Abbau der Braunkohle im Tagebau angewendet. Ebenfalls im Tagebau wird der Strossenbau auch sehr oft in Steinbrüchen angewendet. Um den Strossenbau im Tagebau anzuwenden, wird zunächst die Lagerstätte vorbereitet, indem die oberste Deckschicht abgetragen wird. Dies geschieht in der Regel mit Schrappern und Schürfkübelbaggern, weitere Arbeitsmaschinen sind Planierraupen und Schaufellader. Der so entstehende Abraum wird auf Halden deponiert. Die Ausrichtung erfolgt dann am Berghang durch Zerlegung in Abbauscheiben und in der Ebene dann durch in die Tiefe gehenden Strossenbau. In Steinbrüchen werden die einzelnen Strossen unter schrägem Winkel angebohrt, dies geschieht durch Drehbohren mit Großbohrlochmaschinen. Anschließend werden die Bohrlöcher mit Sprengstoff gefüllt und das Gestein wird gesprengt. Das hereingewonnene Gestein wird mit Radladern und Baggern weggeladen. Im Braunkohlentagebau werden heute Gewinnungsmaschinen wie Schaufelradbagger oder Continuous Surface Miner eingesetzt. Die Abförderung erfolgt über lange Bandstraßen.